# Vesta Rupes
La Vesta Rupes è una struttura geologica della superficie di Venere.